# Zoltán Csernai
Zoltán Csernai (geboren am 21. Januar 1925 in Békéscsaba; gestorben am 26. November 2005 in Budapest) war ein ungarischer Science-Fiction-Autor.

## Leben
Nach dem Studium der Wirtschaftswissenschaften arbeitete Csernai in der Zuckerindustrie. Nach 1957 begann er für Zeitungen und Zeitschriften zunächst Reportagen, dann auch Erzählungen zu verfassen.
1961 erschien sein erster Roman Titok a világ tetején (deutsch Geheimnis auf dem Dach der Welt), der zusammen mit den beiden folgenden Az özönvíz balladája (1964, deutsch Ballade von der Sintflut) und Atleóntisz (1971, deutsch Atlantis) eine Trilogie bildet, in der es um außerirdische Besucher geht, die in der Vergangenheit auf der Erde landeten. In den ersten beiden sind die sagenhaften Schneemenschen im Himalaya deren Nachfahren. Beide Bände sind leicht gekürzt als Jugendbuch in deutscher Übersetzung erschienen. Im letzten Band suchen die Überlebenden eines katastrophalen Krieges auf dem vierten Planeten der Sonne Orgon eine neue Heimat auf der Erde und gründen auf der Mittelmeerinsel Thera das mythische Reich von Atlantis. Der 1987 erschienene Roman Tollaskígyó utolsó visszatérése schließt an die Trilogie an.

## Werke
- Titok a világ tetején (Roman, 1961, 2. Aufl. 1974, ISBN 963-09-0044-0)
  - Deutsch: Geheimnis auf dem Dach der Welt. Übersetzt von Hans Skirecki. Ill. von Werner Ruhner. Kompass-Bücherei Bd. 140. Verlag Neues Leben, Berlin 1970 (gekürzt).
- Az özönvíz balladája (Roman, 1964)
  - Deutsch: Ballade von der Sintflut. Übersetzt von Hans Skirecki. Spannend erzählt Bd. 118. Verlag Neues Leben, Berlin 1973 (gekürzt).
- Atleóntisz (Roman, 1971)
- Csukák, harcsák és rosszcsontok (Jugendbuch, 1972)
- A boldogságcsináló (Roman, 1980, ISBN 963-211-376-4)
- Béke a Kék Bolygón (Erzählungen, 1980)
- Farkaskölykök és vízipockok (Jugendbuch, 1985, ISBN 963-11-3750-3)
- Tollaskígyó utolsó visszatérése (Roman, 1987, ISBN 963-211-732-8)